# Фридгут, Николай Самойлович
Николай Самойлович Фридгут (1905 — ?) — советский разведчик, резидент в Литовской Республике, подполковник.

## Биография
Родился в еврейской семье, член ВКП(б). С начала 1920-х работал шифровальщиком в НКИД СССР, направлен в этом качестве вначале в Эстонскую Республику, а затем из Ревеля выехал в Афганистан при легальном прикрытии секретаря полномочного представителя Л. Н. Старка. В Афганистане работал совместно с Г. С. Агабековым, но уже в 1925 отозван из зарубежной командировки за ухаживания за машинисткой Булановой, и с 1929 служит в органах государственной безопасности. Сотрудник разведки ИНО ОГПУ, затем 5-го отдела ГУГБ НКВД, являлся резидентом советской разведки в Ковно. Затем участвовал в гражданской войне в Испании, работал с И. Р. Григулевичем. В 1938 отозван из-за рубежа, в том же году или уже в 1939 уволен и арестован. В начале Великой Отечественной войны освобождён из заключения и снова направлен на оперативную работу за рубеж.  В 1945 — в составе группы советских инструкторов при МВД Монгольской народной республики.

### Звания
- с 20 декабря 1936 — лейтенант государственной безопасности;[6]
- 1940-е, подполковник.

### Награды
- 12 октября 1945 — орден Отечественной войны II степени .[7]